# 八月のシンデレラナインS
『八月のシンデレラナインS』（はちがつのシンデレラナイン エス）は、アカツキ原作・星野倖一郎作画による日本の漫画作品。スマートフォンゲーム『八月のシンデレラナイン』のコミカライズ作品で、ゲームとは場面が変わり、新たに鈴村あすはを主人公としたストーリーが展開されている。『週刊少年チャンピオン』（秋田書店）にて、2021年38号（8月19日発売）から2022年15号（3月10日発売）まで連載された後、2022年4月25日から同社のウェブコミック配信サイト『マンガクロス』に移籍して24話から連載。2023年5月8日をもって連載を終えた。
本作品は高知県梼原町の取材協力のもと、制作が行われている。
八月のシンデレラナイン公式Twitterでは本作品と連動した4コマ漫画、『放課後ハチナイS（略称はカゴハチ）』が展開されている。

## あらすじ
私立泰原高等学校に入学した鈴村あすはと斉原理穂。寮で同じ部屋となった2人は初日から交流を行う。翌日、2人は泰原高校女子野球部のもとを訪れる。体験を終えた後、入部を申し出るあすはだったが、主将の日下部詩穏から3年生が引退したことで人数が不足したこと、顧問も退職して不在となっていること等から部が廃部となったことを告げられる。しかし、野球部の廃部を知っていたあすはは前もって書いておいた創部届を提出する。あすははやりたいことがあると言い、それは野球の力で街を元気にしたいというものだった。突然の提案だったが上級生の小川美舞、轟柑奈が協力に動き、理穂もあすはにせがまれる形で加入する。顧問には野球経験を持つ新任教師、椎名じゅりを新たに迎え、徐々に野球部から離れていた部員達も戻ってくる。新入部員の中越千春が加わったことで人数が9人となり、試合が行えることとなり、町内会の草野球チームと試合を行う。途中で冠城エレノアが主将を務めるドレイク国際学院女子野球部の乱入もあったが、泰原高校は勝利を収める。試合に勝利したことで町内会より新たなユニフォームがプレゼントされ、泰原高校女子野球部は全国大会を目標に掲げ、全国大会とは別に開催を控えている「第二回紫陽花ガールズベースボールリーグ（AGBL）」への参加を決めた。
迎えた第二回AGBL。初戦の相手は秀越高校。1回表、泰原高校が小川美舞の適時打で先制した。一方の秀越高校は4回裏、一塁手、中越千春の暴投で同点に追いつく。その後も一死二塁と泰原高校はピンチを迎えるも、轟双葉の好プレーで併殺に打ちとり、この回を1点で切り抜ける。直後の5回表、泰原高校はエンドランで勝ち越しに成功。その後も連打で計4得点を挙げ、5対1で泰原高校が勝利した。
雨で順延となったドレイク国際学院との2戦目、試合はいきなり動く。1回表、ヴァネッサの初球先頭打者本塁打でまずはドレイク国際学院が先制。2回裏、泰原高校は作戦を積極的に仕掛け、同点とする。4回裏には、小川美舞の適時打で逆転した。ここでドレイク国際学院は投手を四條香織から前田いちかに代える。次に試合が動いたのは6回表。冠城エレノアが2ランを放ち、ドレイク国際学院が逆転する。続く前田いちかも本塁打を放って4対2とする。連打、四球で一死満塁となったところで泰原高校は守備位置を変更する。投手をあすはから奥山尚子に代え、あすはが右翼、轟双葉が二塁にそれぞれつく。その後併殺に打ちとり、この回は3点で終える。6回裏、小川美舞のソロ本塁打で1点差に詰め寄る。7回は互いに無得点に終わり、8回に入るところで泰原高校は再び守備位置を変更。あすはが再び投手を務める。その後は両チームとも無得点に終わり、4対3で泰原高校は1点差で惜しくもドレイク国際学院に敗れた。
その後泰原高校は明條学園に敗れ、予選敗退で泰原高校のAGBL挑戦は終了した。
後日、泰原高校はドレイク国際学院と合同で野球教室、交流試合を開催する。イベントは多くの人々が集まった。7月下旬、泰原高校は町の人々の声援を受けて次なる戦いへと臨むのであった。

## 登場人物

### 泰原高等学校
私立高校。同校には学生寮「雲水荘（うんすいそう）」が備わっており、女子野球部では鈴村あすは、斉原理穂、小川美舞、轟柑奈、轟双葉、轟若葉の6名が入寮している。
鈴村 あすは（すずむら あすは）
投手。1年生。
本作品の主人公。野球の経験はほとんどないが、泰原高校へと入学し、廃部となっていた女子野球部の復活に動く。「トルネード投法」でプレーする。
斉原 理穂（さいはら りほ）
捕手。1年生。
野球の経験はあるが、ゲーム好きで泰原高校へも野球をしに来た訳ではなかったが、あすはにせがまれる形で仮入部として加入する。あすはとバッテリーを組み、野球部で行動を共にしているうちに気持ちが変わっていき、後に自ら正式に入部を申し出た。
中越 千春（なかこし ちはる）
右翼手、一塁手。1年生。
野球部の紹介映像を見て野球部のもとを訪れるが、声をかけられず、観客席で横になっていたところをあすはに声をかけられ、入部する。
小川 美舞（おがわ みまい）
三塁手。2年生。
野球を楽しむ祖父をきっかけに8歳から野球を始める。高校生となったころには祖父は他界しており、母親も男子との差がついていくなか野球を続ける美舞を心配していたが、あすはと理穂の協力のもと本塁打を見せ、母親を安心させた。
奥山 尚子（おくやま なおこ）
二塁手。2年生。
日下部詩穏と行動を共にしており、他校の選手情報等を書いた分析ノートを共に作成している。町内会から新たなユニフォームをプレゼントされることになった際、ユニフォームのデザインを手掛けた。
日下部 詩穏（くさかべ しおん）
遊撃手。3年生。
泰原高校女子野球部主将。尚子とは共に分析ノートを作成している。
轟 柑奈（とどろき かんな）
中堅手。3年生。
轟三姉妹の長女。あすはの野球部復活に美舞と共に積極的に協力に乗り出た。
轟 双葉（とどろき ふたば）
一塁手、右翼手。2年生。
轟三姉妹の次女。あすはの野球部復活に当初乗り気ではなかったものの、実際は野球部の廃部が一度決まった際に誰よりも悔しがっており、あすは達の制作した野球部紹介映像も見に来る等しており、最終的に野球部に選手として戻った。
轟 若葉（とどろき わかば）
左翼手。2年生。
轟三姉妹の末っ子。柑奈、双葉とは対照的に口数は少なく、若葉自身も人間関係の構築を苦手と感じている。語尾に「です」をつけて会話をする。
椎名 じゅり（しいな じゅり）
泰原高校女子野球部顧問兼任監督。野球経験があり、女子野球に関わりたい思いから女子野球部が設立されていた泰原高校を受ける。部が廃部となっていたことは実際に泰原高校を訪れてから知ったものの、野球部の復活に動いていたあすはから顧問を要請され、顧問兼任監督となる。　

### ドレイク国際学院
国内外から生徒を受け入れている私立高校。国際学院の名の通り国際交流を行っており、スポーツもまた交流を行っている。
冠城 エレノア（かぶらぎ エレノア）
捕手。
ドレイク国際学院女子野球部主将。バットの先端を投手の方に向ける「スコーピオン打法」でプレーする。
前田 いちか（まえだ いちか）
投手。1年生。
第二回AGBLでは明條学園戦で先発登板。威力のあるボールで打者を抑え込み、ノーヒットノーランを記録した。泰原高校戦では四條香織に代わって4回裏無死二塁から登板。泰原高校戦でも剛球は威力抜群で、失点は小川美舞のソロ本塁打のみであった。
四條 香織（しじょう かおり）
投手、右翼手。
カーブ、スライダー、シュートと多彩な変化球を持つ。第二回AGBLでは泰原高校戦で先発登板。4回に逆転を許すと前田いちかにマウンドを譲り、自身は右翼守備についた。ドレイク国際学院の前は二子玉高校にいた。
曽我（そが）
右翼手。
大友（おおとも）
中堅手。
嶋（しま）
左翼手。
橘（たちばな）
遊撃手。
ヴァネッサ
三塁手。
伊集院（いじゅういん）
二塁手。
佐渡（さど）
一塁手。

### 秀越高校
ID野球を掲げ集めたデータで試合ごとに対策を立ててくる。
進藤 なゆた（しんどう なゆた）
捕手。
秀越高校の参謀役。第二回AGBLでは泰原高校戦で斉原理穂の配球と一塁方向への打球を避けさせるという泰原高校の作戦を見抜き、チームに貢献した。理穂とはゲーム仲間。

### 明條学園
野球活動の一方でアイドルグループ「タッチアップ」としても活動。選手層は薄く、そこを弱点とされている。
大咲 みよ（おおさき みよ）
遊撃手。
明條学園女子野球部主将。第二回AGBLではドレイク国際学院との試合前にタッチアップとしてパフォーマンスで球場を盛り上げた。試合はチームが前田いちかに対し、ノーヒットノーランを喫したが、試合後には悔しさを見せることなく、ファンの声援に応えていた。

## 書誌情報
- アカツキ（原作）・星野倖一郎（作画） 『八月のシンデレラナインS』 秋田書店〈少年チャンピオン・コミックス〉、全5巻
  1. 2022年1月7日発売[56][57]、ISBN 978-4-253-29311-2 / ISBN 978-4-253-29321-1（特装版）
  2. 2022年3月8日発売[58]、ISBN 978-4-253-29312-9
  3. 2022年8月8日発売[59]、ISBN 978-4-253-29313-6
  4. 2023年7月6日発売[60]、ISBN 978-4-253-29314-3
  5. 2023年8月8日発売[61]、ISBN 978-4-253-29315-0